# Tienda de antigüedades (Plantersville)
La Tienda de antigüedades es un edificio comercial histórico ubicado en Plantersville, Alabama, Estados Unidos.

## Historia
Es el edificio comercial más antiguo que se conserva en la comunidad. Fue agregado al Registro Nacional de Lugares Históricos el 29 de enero de 1987, como parte del Área de Recursos Múltiples de Plantersville.

## Descripción
El edificio de un piso con estructura de madera se construyó en 1870. La fachada principal tiene tres tramos de ancho, con un porche de un piso con frontón que abarca todo el ancho. Una ala añadida después de la construcción inicial, se proyecta desde el lado sur del bloque principal.